# Maggie Civantos
Maggie Civantos Martín (Málaga, 28 de diciembre de 1984) es una actriz española. Es conocida por sus papeles de Macarena Ferreiro en la serie de Antena 3 y Netflix Vis a vis y Ángeles Vidal en Las chicas del cable.

## Biografía
Es la hija de una cantante y de un técnico de sonido, ambos procedentes del municipio de Málaga. Su nombre, Maggie, proviene del personaje de Falcon Crest, Maggie Gioberti, interpretado por Susan Sullivan.

## Trayectoria
Empezó su carrera como actriz participando en series de televisión como Escenas de matrimonio, Hospital central y Yo soy Bea. También ha participado en cortos como El que espera o Nada. En 2008 protagonizó la serie Eva y kolegas de Antena 3. También formó parte del reparto recurrente de la serie de Canal Sur Arrayán, interpretando a Angélica.
Después de participar en varias producciones con personajes capitulares, en 2014 saltó a la luz para el gran público con su participación en la serie de Antena 3 Bienvenidos al Lolita interpretando a Fanny. Su gran oportunidad le llegó en 2015 con la serie Vis a vis en la que interpreta la protagonista Macarena Ferreiro.
En 2017 protagoniza la primera serie española de la plataforma en línea Netflix llamada Las chicas del cable, junto con otras actrices de renombre como Blanca Suárez, Ana Fernández, Ana María Polvorosa y Nadia de Santiago.
El 9 de septiembre de 2019 se estrenó Malaka, una serie de TVE, en la que la actriz participa como personaje protagonista, junto con sus compañeros de reparto Salva Reina y Vicente Romero Sánchez. Actualmente Maggie Civantos se encuentra inmersa en el rodaje de un nuevo proyecto para FOX. Se trata del spin-off de Vis a Vis, que se estrena en 2020 bajo el nombre de Vis a vis: El Oasis, que protagonizará junto a Najwa Nimri. La serie gira en torno a Macarena y Zulema, tras haberse fugado de la cárcel en la última temporada de Vis a Vis. Esta nueva serie le ha obligado a dejar de formar parte del elenco de Las chicas del cable, pues el calendario de rodaje era incompatible. En el 2022 interpreta a Bárbara Vázquez en la serie thriller Express de Starzplay.

## Filmografía

### Series de televisión
| Año                   | Serie                     | Canal                  | Personaje                  | Notas        |
| --------------------- | ------------------------- | ---------------------- | -------------------------- | ------------ |
| 2008                  | Eva y kolegas             | Neox                   | Marta                      | 12 episodios |
| 2009                  | Escenas de matrimonio     | Telecinco              | Alba Boguñá                | 5 episodios  |
| 2009                  | Yo soy Bea                | Telecinco              | Maggie                     | 2 episodios  |
| 2009                  | La Mari 2                 | Canal Sur              | Estrella                   | 2 episodios  |
| 2009; 2011            | Hospital Central          | Telecinco              | Águeda / Candela Hernández | 9 episodios  |
| 2012-2013             | Arrayán                   | Canal Sur              | Angélica                   | 12 episodios |
| 2012                  | Toledo, cruce de destinos | Antena 3               | Maggie                     | 5 episodios  |
| 2013                  | El tiempo entre costuras  | Antena 3               | Marita                     | 1 episodio   |
| 2014                  | Ciega a citas             | Cuatro                 | Sonia                      | 6 episodios  |
| 2014                  | Bienvenidos al Lolita     | Antena 3               | Fanny                      | 8 episodios  |
| 2015-2016, 2018, 2019 | Vis a vis                 | Antena 3 / FOX España  | Macarena Ferreiro Molina   | 48 episodios |
| 2016                  | Temporada baja            | Flooxer                |                            | 1 episodio   |
| 2017                  | Indetectables             | Flooxer                | Lina                       | 1 episodio   |
| 2017-2019, 2020       | Las chicas del cable      | Netflix                | Ángeles Vidal              | 33 episodios |
| 2018                  | Feliz Halloween           | FOX España             | Macarena Ferreiro Molina   | Especial     |
| 2019                  | Malaka                    | TVE                    | Blanca Gámez               | 8 episodios  |
| 2020                  | Vis a vis: El Oasis       | FOX España             | Macarena Ferreiro Molina   | 8 episodios  |
| 2022 - presente       | Express                   | Starzplay / Lionsgate+ | Bárbara Vázquez            | 16 episodios |
| 2024                  | La pasión turca           | Antena 3               | Olivia                     | 6 episodios  |

### Películas
| Año  | Título                     | Papel                | Director                 | Género            | Duración |
| ---- | -------------------------- | -------------------- | ------------------------ | ----------------- | -------- |
| 2008 | Prime time                 | Asesora de marketing | Luis Calvo Ramos         | Suspense/Terror   | 1h 33 m  |
| 2011 | Amanecidos                 | Maggie Civantos      | Yonay Boix, Pol Aregall  | Drama             | 1h 17 m  |
| 2013 | Temporal                   | Rosario              | José Luis López González | Comedia dramática | 1h 24 m  |
| 2014 | Crustáceos                 | Maggie               | Vicente Pérez Herrero    | Drama/Documental  | 1h 30 m  |
| 2015 | 321 días en Michigan       | Lola                 | Enrique García           | Drama             | 1h 40 m  |
| 2016 | Escombros                  | Miranda              | Álvaro Pita              | Comedia dramática | 1h       |
| 2018 | El mejor verano de mi vida | Zoe                  | Dani de la Orden         | Comedia           | 1h 30 m  |
| 2018 | Alegría, tristeza          | Sandra               | Ibon Cormenzana          | Drama             | 1h 37 m  |
| 2019 | La pequeña Suiza           | Yolanda              | Kepa Sojo                | Comedia           | 1h 30 m  |
| 2019 | La influencia              | Sara                 | Denis Rovira             | Terror            | 1h 39 m  |
| 2019 | Antes de la quema          | La Meme              | Fernando Colomo          | Comedia           | 1h 36 m  |
| 2022 | Historias                  |                      | Paco Sepúlveda           |                   |          |
| 2024 | Jaque mate                 | Sofía                | Jorge Nisco              | Comedia de acción | 1h 44 m  |
| TBA  | El juego                   | Eva                  | Paco Sepúlveda           | Comedia romántica |          |

### Cortometrajes
| Año  | Cortometraje                | Director                            | Papel   |
| ---- | --------------------------- | ----------------------------------- | ------- |
| 2004 | Kinoglaz                    | Jesús Hernández                     | Marta   |
| 2004 | El que espera               | Juan Luis Molina y Alejandro Gaviño | Eli     |
| 2005 | Sobreexpuestos              | Juan Luis Molina y Alejandro Gaviño | Maggie  |
| 2007 | Dosa (Odio)                 | Miren Jaurne                        | Izaskun |
| 2007 | L.A.                        | Gabi Beneroso                       |         |
| 2008 | Solo conmigo                | Jorge Agó                           |         |
| 2009 | Placer                      | Jota Linares                        | Leo     |
| 2012 | Hidrólisis                  | Sergi Miralles                      | Sandra  |
| 2013 | Rem                         | Joseba Alfaro                       | Gem     |
| 2014 | Rubita                      | Jota Linares                        | Norma   |
| 2014 | Cobayas: Human test         | Marcos Moreno                       | Helena  |
| 2014 | La gravedad                 | José Martín                         | Sonia   |
| 2021 | La chica de los cigarrillos |                                     | Eva     |

### Teatro
| Año  | Obra                                       | Director         | Papel   |
| ---- | ------------------------------------------ | ---------------- | ------- |
| 2015 | ¿A quién te llevarías a una isla desierta? | Jota Linares     | Celeste |
| 2015 | Un balcón con vistas                       | Laura Molpeceres | Cris    |
| 2016 | Mejor dirección novel                      | Jota Linares     | Leo     |
| 2017 | Troyanas                                   | Carme Portaceli  | Elena   |

### Videoclip
| Año  | Canción                              | Grupo          | Notas                               |
| ---- | ------------------------------------ | -------------- | ----------------------------------- |
| 2017 | Cuando Todas las Historias se Acaban | Maldita Nerea  | Rol Protagónico junto a Daniel Grao |
| 2019 | Lejos de Mí                          | Alex de Marcos | Rol Protagónico                     |

### Audiolibro
| Año  | Titulo               | Personaje                | Cadena  | Notas                      |
| ---- | -------------------- | ------------------------ | ------- | -------------------------- |
| 2020 | Vis a Vis: La cara B | Macarena Ferreiro Molina | Audible | Protagonista, 10 episodios |

## Premios
- Premios Ondas 2015- Ex aequo con el reparto femenino de la serie (Antena 3 Vis a vis).
- Ganadora de los Premios Madrid Imagen (MIM Series) 2015 a la mejor actriz de televisión Femenina Dramática Por Vis a vis.
- Premios XXIV Unión de Actores 2016: Mejor Actriz Protagonista de TV Por Vis a vis.
- Festival de Málaga 2019, Biznaga de Plata a la mejor actriz de reparto, por Antes de la quema, este premio ha sido Ex aequo con Carolina Ramírez, por Niña errante.[12]

 Premios Fugaz al cortometraje español
| Año  | Categoría    | Serie      | Resultado |
| ---- | ------------ | ---------- | --------- |
| 2017 | Mejor actriz | Las Rubias | Nominada  |

Premios Feroz
| Año  | Categoría                              | Serie     | Resultado |
| ---- | -------------------------------------- | --------- | --------- |
| 2017 | Mejor actriz protagonista en una serie | Vis a vis | Nominada  |

## Compromiso
Civantos está comprometida con la realidad social de su tiempo, en especial con la igualdad y el respeto de los derechos humanos de las mujeres. En 2018 amadrinó dos proyectos de la ONG Save a girl save a generation denominados ‘Safe in Nairobi’ y ‘Libres’, que busca educar y concienciar sobre la importancia de erradicar la mutilación genital femenina.